# اريك ريد (لاعب كرة قاعدة)
اريك ريد (بالإنجليزية: Eric Reed)‏ هو لاعب كرة قاعدة أمريكي، ولد في 2 ديسمبر 1980 في ليتل روك في الولايات المتحدة.

## وصلات خارجية
- اريك ريد على موقع دوري كرة القاعدة الرئيسي (الإنجليزية)
- اريك ريد على موقعبيزبول رفرنس.كوم (الدوري الرئيسي) (الإنجليزية)
- اريك ريد على موقعبيزبول رفرنس.كوم (الدوري الثانوي) (الإنجليزية)
- اريك ريد على موقع إي إس بي إن.كوم (أم.أل.بي) (الإنجليزية)
- اريك ريد على موقع مشجعي الرسوم البيانية (الإنجليزية)